# Паєніер-Вілледж (Кентуккі)
Паєніер-Вілледж (англ. Pioneer Village) — місто (англ. city) в США, в окрузі Буллітт штату Кентуккі. Населення — 2671 особа (2020).

## Географія
Паєніер-Вілледж розташований за координатами 38°3′52″ пн. ш. 85°41′3″ зх. д. / 38.06444° пн. ш. 85.68417° зх. д. (38.064330, -85.684116).  За даними Бюро перепису населення США в 2010 році місто мало площу 1,87 км², з яких 1,86 км² — суходіл та 0,00 км² — водойми. В 2017 році площа становила 3,18 км², з яких 3,17 км² — суходіл та 0,00 км² — водойми.

## Демографія
Згідно з переписом 2010 року, у місті мешкало 2030 осіб у 803 домогосподарствах у складі 587 родин. Густота населення становила 1088 осіб/км².  Було 835 помешкань (447/км²).
Расовий склад населення:
| - 97,4 % — білих - 0,3 % — чорних або афроамериканців - 0,2 % — корінних американців - 0,2 % — азіатів |

До двох чи більше рас належало 1,0 %. Частка іспаномовних становила 1,5 % від усіх жителів.
За віковим діапазоном населення розподілялося таким чином: 21,3 % — особи молодші 18 років, 63,1 % — особи у віці 18—64 років, 15,6 % — особи у віці 65 років та старші. Медіана віку мешканця становила 43,3 року. На 100 осіб жіночої статі у місті припадало 92,4 чоловіків;  на 100 жінок у віці від 18 років та старших — 88,1 чоловіків також старших 18 років.
Середній дохід на одне домашнє господарство  становив 68 363 долари США (медіана — 56 845), а середній дохід на одну сім'ю — 74 404 долари (медіана — 62 200). Медіана доходів становила 47 230 доларів для чоловіків та 39 479 доларів для жінок. За межею бідності перебувало 3,8 % осіб, у тому числі 2,9 % дітей у віці до 18 років та 3,2 % осіб у віці 65 років та старших.
Цивільне працевлаштоване населення становило 1133 особи. Основні галузі зайнятості: освіта, охорона здоров'я та соціальна допомога — 17,8 %, транспорт — 16,9 %, роздрібна торгівля — 12,1 %, виробництво — 11,7 %.